# Tisbe longipes
Tisbe longipes är en kräftdjursart som beskrevs av Volkmann 1979. Tisbe longipes ingår i släktet Tisbe och familjen Tisbidae. Inga underarter finns listade i Catalogue of Life.